# Ancistrocerus scoticus
Ancistrocerus scoticus är en stekelart som först beskrevs av Curtis 1826.  Ancistrocerus scoticus ingår i släktet murargetingar, och familjen Eumenidae. Inga underarter finns listade i Catalogue of Life.